# Lakahnúkar
Lakahnúkar är en bergstopp i republiken Island. Den ligger i regionen Suðurland, 28 km sydost om huvudstaden Reykjavík. Toppen på Lakahnúkar är 387 meter över havet.
Trakten runt Lakahnúkar är nära nog obefolkad, med mindre än två invånare per kvadratkilometer. Närmaste större samhälle är Hveragerði, nära Lakahnúkar. Trakten runt Lakahnúkar består i huvudsak av gräsmarker.